# Hans Eis
Hans Eis (* 3. Juli 1895; † nach 1972) war ein deutscher Politiker (CDU).
Eis gehörte vom 4. März 1947 bis zum 19. April 1947 dem Ernannten Landtag von Nordrhein-Westfalen in seiner zweiten Ernennungsperiode an.
Von 1955 bis 1972 war Eis, zusammen mit Karl Dornseifer, Geschäftsführer des CDU-Kreisverbandes Schleiden.

## Weblink
Hans Eis beim Landtag Nordrhein-Westfalen